# Sherlock – Im Zeichen der Drei
Im Zeichen der Drei (Originaltitel: The Sign of Three) ist die zweite Episode der dritten Staffel der britischen Fernsehserie Sherlock. Der Titel entstammt dem Originalroman Das Zeichen der Vier (Originaltitel: The Sign of the Four) und bezieht sich auf das Ehepaar Watson und ihr ungeborenes Kind.

## Handlung
John Watson und Mary Morstan heiraten. In zahlreichen Rückblenden werden als Teil der Rede Sherlocks, der als Trauzeuge von Watson auftritt, verschiedene Anekdoten und ungelöste Fälle geschildert, darunter die versuchte Ermordung eines Grenadier Guards, der Holmes um Hilfe bittet, da er sich verfolgt fühlt. Holmes und Watson suchen ihn auf, jedoch können sie den Mordanschlag nicht verhindern und finden den Soldaten bewusstlos und schwer verletzt in einer geschlossenen Dusche vor. Wie der Mordversuch verübt wurde, bleibt vorerst ungeklärt.
Sherlock schildert einen weiteren ungelösten Fall, bei welchem sich eine Frau an ihn wendet, da sie glaubt, ein Rendezvous mit einem Geist gehabt zu haben. Sherlock entdeckt, dass es zahlreiche ähnliche Vorfälle mit anderen Frauen gab, und schlussfolgert, dass es sich bei dem Gesuchten um ein und dieselbe Person handelt, die jeweils für einen Tag die Identität des Verstorbenen annimmt.
Während seiner Rede kommt Sherlock die Lösung für das Puzzle aus den ungelösten Fällen in den Sinn, und er kommt zu dem Schluss, dass bei der Hochzeit der ehemalige Vorgesetzte Watsons, Major James Sholto, ermordet werden soll. Sherlock begreift, dass der Major vom Täter unbemerkt mit einem Stich durch seinen Gürtel lebensgefährlich verletzt wurde und dass die Wunde durch den Gürtel so lange verschlossen gehalten wird, bis Sholto diesen ablegt. Der Anschlag auf den Grenadier Guard sollte dabei als eine Art „Übung“ dienen. Der Plan schlägt jedoch dank des Eingreifens von Sherlock, Watson und Mary fehl, und Sherlock kann den Hochzeitsfotografen Jonathan Small, den Mann, der auf keinem einzigen Bild auftaucht, als Täter überführen. Dieser gesteht, dass er Sholto aus Rache für seinen im Krieg gefallenen Bruder ermorden wollte.
Schließlich eröffnet Sherlock Mary und John Watson, dass die beiden ein Kind erwarten.

## Video-Veröffentlichungen
Diese Episode ist, zusammen mit den beiden weiteren Folgen der dritten Staffel, am 10. Juni 2014 in Deutschland sowohl auf DVD als auch Blu-ray Disc erschienen.

## Kanonverweise
Der Ausruf „Vatikanische Kameen!“, der von Sherlock bereits in Ein Skandal in Belgravia benutzt wurde, verweist auf eine unerzählte Geschichte, die in Der Hund von Baskerville erwähnt wird.